# Lido dei Gigli
Lido dei Gigli este o arie protejată (arie specială de conservare — SAC, sit de importanță comunitară — SCI) din Italia întinsă pe o suprafață de 221 ha, integral pe uscat.

## Localizare
Centrul sitului Lido dei Gigli este situat la coordonatele 41°31′30″N 12°33′59″E / 41.525°N 12.566389°E.

## Înființare
Situl Lido dei Gigli a fost declarat sit de importanță comunitară în iunie 1995 pentru a proteja un număr necunoscut de specii din flora spontană și fauna sălbatică aflate în arealul zonei. Situl a fost protejat și ca arie specială de conservare în decembrie 2016.

## Biodiversitate
Situată în ecoregiunea mediteraneană, aria protejată conține 10 habitate naturale: Dune de pe litoral fixate cu Crucianellion maritimae, Dune cu vegetație ierboasă Malcolmietalia, Dune cu vegetație ierboasă Brachypodietalia cu specii anuale, Dune mobile de-a lungul țărmului cu Ammophila arenaria („dune albe”), Dune de coastă cu Juniperus spp., Pseudostepă cu ierburi și specii anuale de Thero-Brachypodietea, Dune mobile cu vegetație embrionară, Păduri de Quercus ilex și Quercus rotundifolia, Vegetație anuală la limita mareei, Dune împădurite cu Pinus pinea și/sau Pinus pinaster.
La baza desemnării sitului se află un număr nedeclarat de specii protejate.
Pe lângă speciile protejate, pe teritoriul sitului au mai fost identificate 1 specie de amfibieni, 3 specii de mamifere, 4 specii de nevertebrate, 3 specii de reptile.